# Gai Fanni Estrabó (cònsol 122 aC)
Gai Fanni Estrabó (en llatí Caius Fannius Strabo) va ser un magistrat romà del segle ii aC. Era fill de Gai Fanni, que va ser cònsol l'any 161 aC. Formava part de la gens Fànnia, una gens romana d'origen plebeu.
Va ser tribú de la plebs i després cònsol l'any 122 aC junt amb Gneu Domici Aenobarb. Va deure la seva elecció al consolat a Gai Semproni Grac que va decantar al poble al seu favor per impedir l'elecció de Luci Opimi, enemic seu. Però en ser elegit va donar suport a l'aristocràcia i es va oposar a les mesures de Grac. Va ordenar als aliats italians sortir de Roma i es va oposar en un discurs famós a la pretensió de Grac de donar-los-hi la ciutadania romana.
Aquest discurs es va preservar i va ser considerat una obra mestra en època de Ciceró. Molts van dubtar de què el discurs fos escrit per ell, ja que tenia fama de ser un orador mediocre, però Ciceró li atribueix. El discurs va ser llegit durant temps pels gramàtics, com a exemple d'oratòria.